# 丁邦新
丁邦新（1936年11月28日—2023年1月30日），生於江蘇如皋，漢語語言學家，專精吳語。學術生涯大部份在台灣中央研究院供職。

## 簡歷
祖籍江蘇省如皋縣，寄籍浙江杭州，出生不久即遇中華民國抗日戰爭，童年經歷不詳。1949年前後中華民國政府遷台灣，他隨之而去。1955年－1959年自國立臺灣大學中國文學系拿到學士學位；又於1963年拿到國立臺灣大學中國文學研究所碩士學位；最後於1969年拿到美國西雅圖華盛頓大學亞洲語文系的博士學位。之後經歷中央研究院歷史語言研究所助理員、助理研究員、副研究員、語言組主任、副所長以及所長等多個職務。香港科技大學人文社會科學學院創院院長（1996年至2004年）。

## 學歷
| 時間                 | 學位                               |
| -------------------- | ---------------------------------- |
| 1955-1959            | 國立臺灣大學中國文學系學士         |
| 1961-1963            | 國立臺灣大學中國文學研究所碩士     |
| 1966-1969、1971-1973 | 美國西雅圖華盛頓大學亞洲語文系博士 |

## 榮譽
| 時間    | 項目                           |
| ------- | ------------------------------ |
| 1977    | 中山學術獎                     |
| 1985-89 | 國科會第一屆、第二屆傑出研究獎 |
| 1986    | 中央研究院第16屆院士           |
| 2000    | 美國語言學會榮譽會員           |
| 2011    | 香港教育學院頒授榮譽博士學位   |

## 經歷
| 1963.8-1964.7   | 中央研究院歷史語言研究所助理員                     |
| 1964.8-1970.1   | 中央研究院歷史語言研究所助理研究員                 |
| 1970.2-1975.7   | 中央研究院歷史語言研究所副研究員                   |
| 1973-1975       | 中央研究院歷史語言研究所副研究員兼代理語言組主任   |
| 1975.8-1989.7   | 中央研究院歷史語言研究所研究員                     |
| 1975-1981       | 中央研究院歷史語言研究所研究員兼語言組主任         |
| 1981.08-1985.02 | 中央研究院歷史語言研究所研究員兼代理所長           |
| 1985.03-1989.09 | 中央研究院歷史語言研究所研究員兼所長               |
| 1989.8-         | 中央研究院歷史語言研究所通信研究員                 |
| 1972-1975       | 國立台灣大學中國文學系合聘副教授                   |
| 1975-1989       | 國立台灣大學中國文學系合聘教授                     |
| 1989-1994       | 美國加州大學柏克萊分校中國語言學教授               |
| 1981-1985       | 國際中國語言學學會副會長                           |
| 1993-1994       | 國際中國語言學學會會長                             |
| 1994-1998       | 美國加州大學柏克萊分校Agassiz 講座教授（首任）     |
| 1996-2004       | 香港科技大學人文社會科學學院院長（繼任者：鄭樹森） |

## 主要著作
(只收入重要專書，單篇論文不收入，照時間順序排列)

### 專書
1.	《台灣語言源流》，台中：台灣省政府新聞處，1970；台灣學生書局再版，1979；三版，1980。
2.	Chinese Phonology of the Wei-Chin Period: Reconstruction of the Finals as Reflected in Poetry (魏晉音韻研究), Special Publications No. 65, Taipei: Institute of History and Philology, Academia Sinica, 1975.
3.	《台灣方言源流》，台北：台灣史蹟源流研究會，1978。
4.	《儋州村話：海南島方言調查報告之一》，台北：中央研究院歷史語言研究所專刊之84，1986。
5.	《丁邦新語言學論文集》，北京：商務印書館，1998。
資料來源

### 編著
1.	丁邦新編，《董同龢先生語言學論文選集》，台北：食貨出版社，1974。
2.	丁邦新譯，《中國話的文法》，趙元任原著 A Grammar of Spoken Chinese, 香港中文大學出版社，1980。
3.	Ting, Pang-hsin, ed., Contemporary Studies on the Min Dialects , Journal of Chinese Linguistics , Monograph Series No. 14, 1999.
4.	丁邦新、余靄芹合編，《語言變化與漢語方言：李方桂先生紀念論文集》，中央研究院語言學研究所及美國華盛頓大學出版， 2000 。
5.	丁邦新、孫宏開合編，《漢藏語同源詞研究（一）漢藏語研究的歷史回顧》，南寧：廣西民族出版社， 2000 。
6.	丁邦新、孫宏開合編，《漢藏語同源詞研究（二）漢藏、苗瑤同源詞專題研究》，南寧：廣西民族出版社， 2001 。
7.	丁邦新、張雙慶合編，《閩語研究及其與周邊方言的關係》，香港：香港中文大學出版社， 2002 。
8.	丁邦新編，《一百年前的蘇州話》，上海：上海教育出版社， 2003 。
9.	丁邦新、孫宏開合編，《漢藏語同源詞研究（三）漢藏語研究的方法論探索》，南寧：廣西民族出版社， 2004 。
10.	丁邦新、余藹芹合編，《漢語史研究：紀念李方桂先生百年冥誕論文集》，台北：中央研究院語言學研究所， 2005 。 
11. 丁邦新主編，王啟龍副主編，《李方桂全集》，北京：清華大學出版社， 2005 。
12. 丁邦新主編，《歷史層次與方言研究》，上海：上海教育出版社，2007。
資料來源

## 演講與散文
1.	演講：丁邦新·我的學思歷程（页面存档备份，存于），於國立臺灣大學，2000年10月23日。
2.	散文：丁邦新：死神的腳步（页面存档备份，存于）；丁邦新：死神的腳步（之二）（页面存档备份，存于）。